# Махаџанапади
Појам Махаџанапади означава 16 аријевских краљевина које су се у Индији између 7. и 4. в. п. н. е. уздигле као регионални центри моћи. Са пар изузетака, ове државе биле су сконцентрисане у плодној Индо-ганшкој низији, на северу данашње Индије. Период се окончава око 4. века п. н. е. када једна од махаџанапада, Магада, претиче своје суседе и кроз наредне векове постаје центар пространих империја.
Овај период описан је као кључно образујући у раној историји Индије. Током њега одвија се тзв. друга урбанизација, аријевско одбацивање номадског живота и трајно настањивање места која расту у велике урбане центре. Период обележава рађање будистичког покрета и ђаинизма (премда је, по ђаинској традицији, ђаинизам доста старији). Брамански хиндуистички текстови, Брахмане, а и еп Махабхарата такође су компоновани током овог периода.

## Порекло имена и категоризација
Реч Махаџанапада (санск. महाजनपद) је сложеница са значењем велика џанапада. Џанапада и само је сложеница скована од речи џана, народ, и падна, стопало, означавајући места где су људи трајно или привремено настањени. Овај појам усталио се као назив за аријевске краљевине, пореклом заједнице номадских кланова. Стога, џанападе и махаџанападе углавном носе имена кшатријских кланова који су их основали.
Идеја о 16 краљевина које се нарочито истичу међу другима јавља се још у раним будистичким текстовима, али није конзистентна, те неки извори сматрају и да их је мање. Списак од 16 краљевина који даје збирка Ангутара Никаја гласи:
1. Анга
2. Асмака
3. Аванти
4. Чеди
5. Гандара
6. Каси
7. Камбоџа
8. Косала
9. Куру
10. Магада
11. Мала
12. Матсја
13. Панчала
14. Сурасена
15. Ваџи
16. Ватса

## Општа обележја периода

### Политичко и друштвено уређење
Током периода махаџанапада повећава се ригорозност система каста и раздора између владајуће класе и потчињеног становништва. Титула владара у једној од ових краљевина, тако, увек је припадала породици кшатрија, док су брамани вршили искључиво своје свештеничке и интелектуалне дужности.
Неки махаџанапади били су аристократске републике, што је вероватно био првобитни облик организовања у аријевском друштву. У овим државама владајући је био сабор кшатријских старешина, који су као владара бирали једног између себе. Наследне монархије, које су у време Гаутаме Буде биле чешћи вид организовања, вероватно су се развиле под притисцима централизцаије владајућих породица.